# Віроплазма

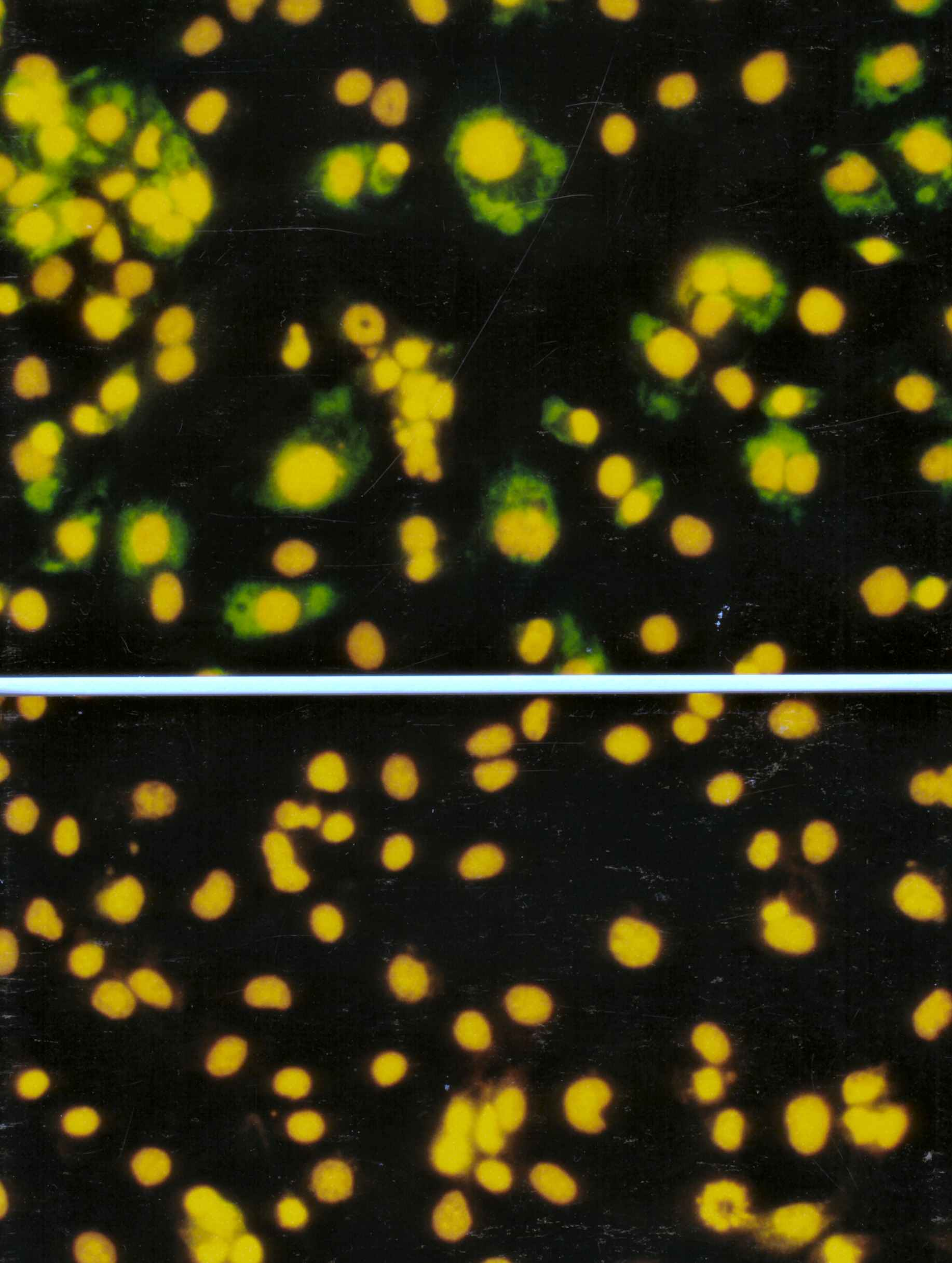
Віроплазми (зелені) в клітинах, заражених ротавірусом (зверху), і незаражені клітини (знизу) (імунофлуоресцентне забарвлення)

Віроплазма (англ. viroplasm або віросома) — зона цитоплазми клітини, в якій відбувається реплікація вірусу і збірка вірусних частинок . В одній ураженій клітині може розташовуватись безліч віроплазм, і в електронний мікроскоп вони виглядають як щільні області. В даний час механізм утворення віроплазми є не зовсім зрозумілим.

## Структура і утворення
Віроплазми утворюються у перинуклеарній ділянці цитоплазми заражених клітин на ранніх етапах інфекційного циклу. Кількість і розмір віроплазм залежать від вірусу, ізоляту вірусу, виду-господаря і стадії інфекції. Наприклад, у мімівіруса розмір віроплазми близький до розміру ядра клітини-господаря — амеби Acanthamoeba polyphaga.
Під час утворення віроплазми мембрана і цитоскелет клітини-господаря перебудовуються, що призводить до цитопатичного ефекту, це свідчить про те що в клітині наявна вірусна інфекція. Отже віроплазма — місце концентрації репліказних ферментів, вірусних геномів, а також білків клітини-господаря, необхідних для реплікації вірусу. Крім того, туди входить велика кількість рибосом, молекули, які беруть участь в синтезі білка, білки шаперони, що забезпечують фолдинг білків, а також мітохондрії. Деякі клітинні мембрани використовуються для реплікації вірусу, тоді як інші йдуть на утворення вірусної оболонки (в тих випадках, коли віріони мають ліпідну оболонку). Мітохондріальні скупчення розташовані на периферії віроплазм, вони забезпечують енергію для синтез вірусних білків і збірку віріонів. Віроплазма, як правило оточена мембраною, яка походить від шорсткого ЕПР (ендоплазматичного ретикулума), або від елементів цитоскелету.
У клітинах тварин частинки вірусу захоплюються скупченнями токсичних або неправильно складених білків поряд з центром організації мікротрубочок (ЦОМТ), які залежать від мікротрубочок, тому в клітинах тварин віроплазми як правило розташовуються поруч з ЦОМТ. У рослин, яким ЦОМТ, віроплазми утворюються при перебудові клітинних мембран. Так відбувається в разі більшості рослинних РНК-вмісних вірусів.

## Функції
Віроплазми — це області зараженої вірусом клітини, в якій відбувається реплікація вірусу і збірка вірусних частинок. У тих випадках, коли віроплазма оточена мембраною, відбувається концентрування молекул, необхідних для реплікації вірусного генома і складання віріонів, що збільшує ефективність розмноження вірусу. Залучення клітинних мембран і частин цитоскелету також може бути корисним для вірусу Наприклад, при руйнуванні мембран може уповільнюватись рух білків імунної системи до поверхні зараженої клітини, таким чином захищаючи вірус від вродженої і набутої імунної відповіді, а деформація цитоскелету може сприяти виходу вірусних частинок із клітини. Віроплазма може також запобігати руйнуванню вірусних молекул протеазами і нуклеазами клітини. У випадку вірусу мозаїки цвітної капусти [Архівовано 24 червня 2021 у Wayback Machine.] (CaMV), віроплазми полегшують поширення вірусу за допомогою переносника — попелиці. Віроплазми контролюють вивільнення віріонів коли комаха проколює інфіковану рослинну клітину, або клітини які знаходяться поруч.

## Можлива коеволюція з господарем
Агреговані структури можуть захищати вірусні функціональні комплекси від систем клітинної деградації. Наприклад, утворення вірусних фабрик віроплазми ASFV дещо схоже на утворення агресом. Aggresome — перинуклеарне місце, де неправильно складені білки транспортуються і зберігаються в клітинних компонентах для їх знищення. Було висловлено припущення, що віроплазма може бути продуктом спільної коеволюції вірусу і його господаря. Можливо, що клітинна відповідь, яка була розроблена для зниження токсичності неправильно згорнутих білків, використовується цитоплазматичними вірусами для покращення їх реплікації, синтезу капсиду вірусу і збірки. Альтернативним варіантом активації захисних механізмів господаря може бути секвестрація компонентів вірусу в сукупності для запобігання їх поширення з подальшою нейтралізацією. Наприклад, віроплазми вірусів ссавців містять певні елементи механізму клітинної деградації, які можуть активувати клітинні захисні механізми проти вірусних компонентів. З огляду на спільну еволюцію вірусів з їх клітинами-господарями, зміни в клітинній структурі, викликані під час інфекції, ймовірно, будуть включати комбінацію двох стратегій.

## Віруси, які формують віроплазми
Віроплазма утворюється в результаті реплікації багатьох неспоріднених еукаріотичних вірусів, які реплікуються в цитоплазмі. Однак, порівняно з вірусами тварин, рослинні віруси менш досліджені. У наступній таблиці представлені деякі віруси, розмноження яких супроводжується утворенням віроплазм.
| Група                                                                             | Родина                                                   | Вид |
| --------------------------------------------------------------------------------- | -------------------------------------------------------- | --- |
| I: віруси з дволанцюговою ДНК                                                     | - Poxviridae - Asfarviridae - Iridoviridae - Mimiviridae | - Вірус вісповакцини [Архівовано 24 червня 2021 у Wayback Machine.] - Вірус африканської чуми свиней - Вірус жаби - Мімівірус |
| II: віруси з одноланцюговою ДНК                                                   | Herpesviridae                                            | Вірус простого герпесу |
| III: віруси з дволанцюговою РНК                                                   | Reoviridae                                               | - Ортореовірус птахів [Архівовано 24 червня 2021 у Wayback Machine.] - Rice dwarf virus                                       |
| IV: віруси з одноланцюговою (+) РНК                                               | - Togaviridae - Flaviviridae                             | - Вірус краснухи [Архівовано 24 червня 2021 у Wayback Machine.] - Види роду Flavivirus                                        |
| V: віруси з одноланцюговою (-) РНК                                                | Rhabdoviridae                                            | Вірус сказу |
| VI: віруси з одноланцюговою (+) РНК, яка реплікується через стадію ДНК            | Retroviridae                                             | Вірус імунодефіциту людини |
| VII: віруси з дволанцюговою ДНК, яка реплікується через стадію одноланцюгової ДНК | Caulimoviridae                                           | Вірус мозаїки цвітної капусти [Архівовано 24 червня 2021 у Wayback Machine.]                                                  |

## Використання в діагностиці
Віроплазма використовується для діагностики деяких вірусних інфекцій (африканська чума свиней, сказ, ВІЛ, тощо). Для розробки нових терапевтичних підходів проти вірусних інфекцій в клітинах тварин і рослин можуть допомогти знання про утворення віроплазм і клітинної відповіді на вторгнення вірусу, а також розуміння того, активують віроплазми вірусну реплікацію чи інгібують її.